# Mike Scott (cestista 1988)
James Michael Scott, detto Mike (Chesapeake, 16 luglio 1988), è un cestista statunitense.

## Caratteristiche tecniche
Di ruolo ala grande, è bravo nella metacampo difensiva, facendosi notare anche per la sua irruenza e aggressività nella difesa e negli interventi.

## Carriera

### NBA (2012-2017)

#### Atlanta Hawks (2012-2017)
Il 29 giugno durante il Draft NBA 2012 venne selezionato come 43ª scelta dagli Atlanta Hawks. Nei falchi Scott militò per 5 anni, partendo sempre dalla panchina. Nella sua stagione da rookie Scott disputò 40 partite, di cui solo 1 da titolare, trovando poco spazio nelle rotazioni di coach Larry Drew.
A fine stagione nonostante la squadra della Georgia avesse raggiunto i playoffs in cui venne eliminata dagli Indiana Pacers al primo turno per 4-2 (durante la serie Scott disputò 4 partite su 6) coach Drew venne esonerato e il suo posto venne preso da Mike Budenholzer. Con quest'ultimo Scott trovò molto più spazio sia in termini di partite (né disputò 80, il doppio dell'anno precedente, partendo titolare in 6 occasioni) che in termini di minuti, nonostante davanti a lui ci fosse l'All-Star Paul Millsap (arrivato anch'egli nell'estate 2013). In più il 22 febbraio 2014 realizzò il suo career-high di punti segnandone 30 nel successo per 107-98 contro i New York Knicks che interruppe una serie di 8 sconfitte dei falchi che recuperarono uno svantaggio di 17 punti accumulato nel corso della partita.
Ebbe lo stesso ruolo anche durante la stagione 2015-16, seppur disputando meno partite (68), ma fornendo delle buone prestazioni soprattutto nella metacampo difensiva.
Nella quinta stagione con la franchigia della Georgia, Scott subì un infortunio al ginocchio il 1º novembre 2016 che gli fece saltare 4 settimane. Al suo ritorno trovò molto meno spazio in quanto venne scavalcato da nelle gerarchie di coach Budenholzer da Mike Muscala, centro adattato al ruolo di ala grande; a fronte di ciò venne assegnato in più occasioni in D-League ai Long Island Nets e ai Delaware 87ers.
Durante la trade dead-line 2017 arrivò ad Atlanta (via trade) Ersan İlyasova, e questo arrivò a chiudere ulteriormente lo spazio a Scott. Allora, sempre durante la trade dead-line 2017, 23 febbraio Scott venne scambiato ai Phoenix Suns in cambio di una somma di denaro e i diritti su Cenk Akyol. Tuttavia venne tagliato dai Suns 2 giorni dopo senz'aver disputato alcuna partita con la franchigia dell'Arizona.

#### Washington Wizards (2017-2018)

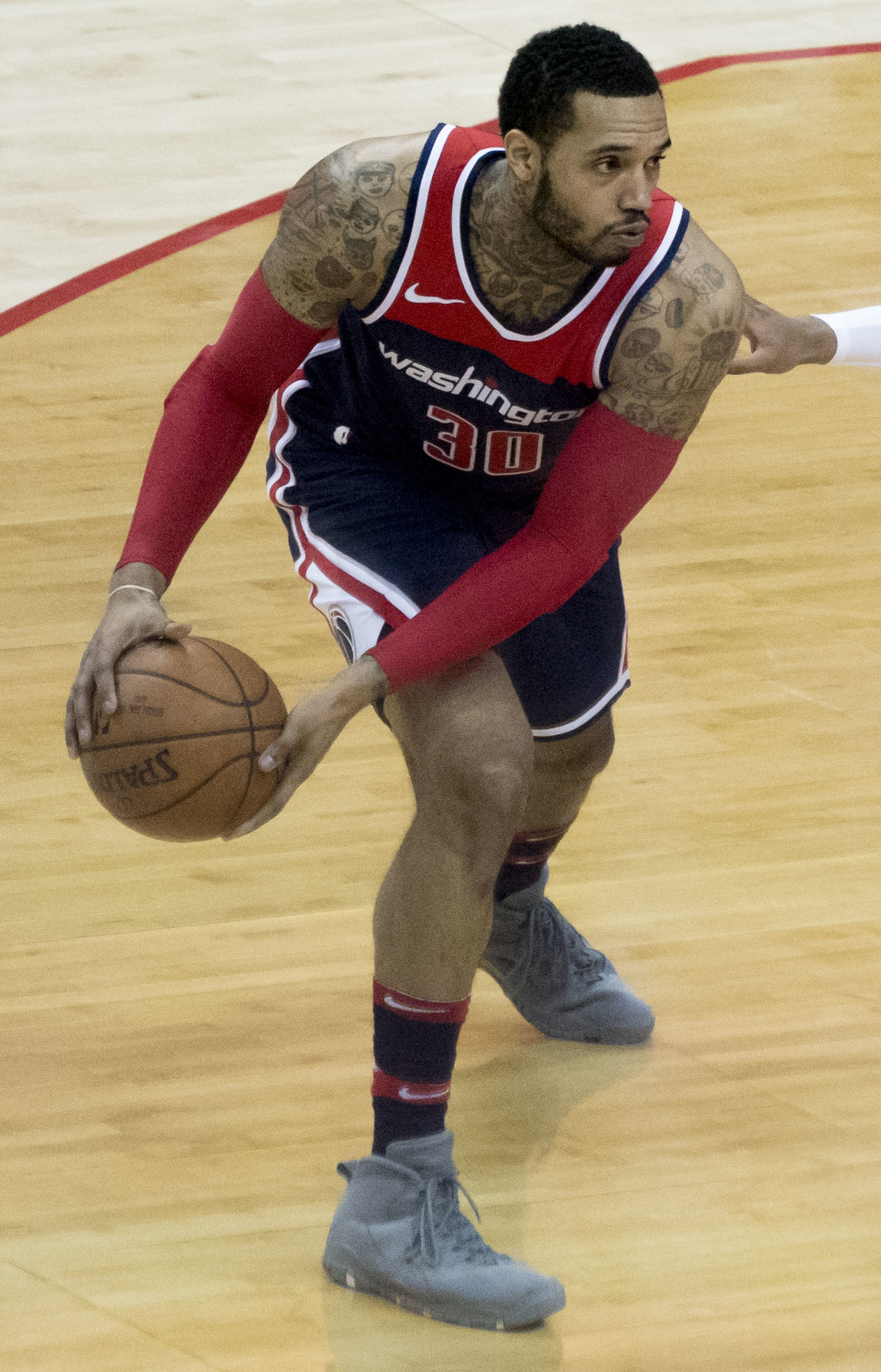
Mike Scott in azione con gli Washington Wizards

Il 9 luglio 2017 si accasò agli Washington Wizards. Nella capitale Scott trovò molto spazio giocando da subentrante fisso sia in stagione che nei playoffs.

#### Los Angeles Clippers (2018-2019)
Il 9 luglio 2018 firmò un contratto Los Angeles Clippers.

#### Philadelphia 76ers (2019-)
Nonostante avesse trovato molto spazio nelle file della franchigia di Los Angeles, il 6 febbraio 2019 venne ceduto in un maxi-scambio ai Philadelphia 76ers; insieme a lui andarono a Philadelphia anche Boban Marjanović e Tobias Harris, mentre Wilson Chandler, Mike Muscala, Landry Shamet e quattro future scelte al Draft fecero il percorso inverso. A Philadelphia Scott fu autore di buone prestazioni in uscita dalla panchina, tenendo anche un sorprendente 41,2% nel tiro da tre punti.
Il 1º luglio 2019 rifirmò con i 76ers.

## Statistiche

### NCAA
| Anno      | Squadra            | PG  | PT  | MP   | TC%  | 3P%  | TL%  | RP   | AP  | PRP | SP  | PP   |
| --------- | ------------------ | --- | --- | ---- | ---- | ---- | ---- | ---- | --- | --- | --- | ---- |
| 2007-2008 | Virginia Cavaliers | 32  | 21  | 18,1 | 44,1 | 40,0 | 70,3 | 5,3  | 0,5 | 0,6 | 0,4 | 5,7  |
| 2008-2009 | Virginia Cavaliers | 28  | 20  | 27,6 | 54,4 | 33,3 | 74,1 | 7,4  | 0,8 | 0,9 | 0,3 | 10,3 |
| 2009-2010 | Virginia Cavaliers | 28  | 24  | 27,4 | 50,5 | 42,9 | 71,9 | 7,2  | 1,3 | 0,6 | 0,3 | 12,0 |
| 2010-2011 | Virginia Cavaliers | 10  | 9   | 33,7 | 48,2 | 100  | 88,1 | 10,2 | 1,6 | 0,3 | 0,7 | 15,9 |
| 2011-2012 | Virginia Cavaliers | 32  | 32  | 31,2 | 56,3 | 30,0 | 80,8 | 8,3  | 1,2 | 0,7 | 0,5 | 18,0 |
| Carriera  | Carriera           | 130 | 106 | 26,6 | 52,1 | 36,4 | 77,5 | 7,3  | 1,0 | 0,7 | 0,4 | 11,8 |

#### Massimi in carriera
- Massimo di punti: 35 vs Maryland-College Park (4 marzo 2012)[16]
- Massimo di rimbalzi: 18 vs Virginia Military (16 novembre 2008)
- Massimo di assist: 4 (2 volte)
- Massimo di palle rubate: 3 (6 volte)
- Massimo di stoppate: 3 (3 volte)
- Massimo di minuti giocati: 44 vs Maryland-College Park (4 marzo 2012)

### NBA

#### Regular season
| Anno      | Squadra            | PG  | PT | MP   | TC%  | 3P%  | TL%  | RP  | AP  | PRP | SP  | PP  |
| --------- | ------------------ | --- | -- | ---- | ---- | ---- | ---- | --- | --- | --- | --- | --- |
| 2012-2013 | Atlanta Hawks      | 40  | 1  | 9,4  | 47,6 | 0,0  | 76,8 | 2,8 | 0,3 | 0,1 | 0,1 | 4,6 |
| 2013-2014 | Atlanta Hawks      | 80  | 6  | 18,5 | 47,9 | 31,0 | 78,0 | 3,6 | 0,9 | 0,4 | 0,1 | 9,6 |
| 2014-2015 | Atlanta Hawks      | 68  | 0  | 16,5 | 44,4 | 34,4 | 79,2 | 2,9 | 1,1 | 0,4 | 0,0 | 7,8 |
| 2015-2016 | Atlanta Hawks      | 75  | 0  | 15,3 | 46,8 | 39,2 | 79,4 | 2,7 | 1,0 | 0,3 | 0,2 | 6,2 |
| 2016-2017 | Atlanta Hawks      | 18  | 0  | 10,8 | 28,8 | 14,8 | 87,5 | 2,1 | 0,9 | 0,2 | 0,2 | 2,5 |
| 2017-2018 | Wash. Wizards      | 76  | 1  | 18,5 | 52,7 | 40,5 | 65,8 | 3,3 | 1,1 | 0,3 | 0,1 | 8,8 |
| 2018-2019 | L.A. Clippers      | 52  | 0  | 14,4 | 40,0 | 39,1 | 66,7 | 3,3 | 0,8 | 0,3 | 0,2 | 4,8 |
| 2018-2019 | Philadelphia 76ers | 27  | 3  | 24,0 | 40,0 | 41,2 | 66,7 | 3,8 | 0,8 | 0,3 | 0,2 | 7,8 |
| 2019-2020 | Philadelphia 76ers | 68  | 11 | 17,8 | 42,6 | 36,9 | 81,1 | 3,6 | 0,8 | 0,3 | 0,1 | 6,0 |
| 2020-2021 | Philadelphia 76ers | 51  | 12 | 16,7 | 36,0 | 34,2 | 66,7 | 2,4 | 0,8 | 0,5 | 0,3 | 4,2 |
| Carriera  | Carriera           | 555 | 34 | 16,5 | 45,3 | 36,2 | 75,7 | 3,1 | 0,9 | 0,3 | 0,1 | 6,7 |

#### Play-off
| Anno     | Squadra            | PG | PT | MP   | TC%  | 3P%  | TL%  | RP  | AP  | PRP | SP  | PP   |
| -------- | ------------------ | -- | -- | ---- | ---- | ---- | ---- | --- | --- | --- | --- | ---- |
| 2013     | Atlanta Hawks      | 4  | 0  | 5,0  | 50,0 | 0,0  | 75,0 | 1,8 | 0,3 | 0,0 | 0,0 | 3,3  |
| 2014     | Atlanta Hawks      | 7  | 0  | 20,9 | 36,5 | 32,3 | 71,4 | 2,6 | 0,4 | 0,1 | 0,0 | 9,4  |
| 2015     | Atlanta Hawks      | 11 | 0  | 15,6 | 38,2 | 15,4 | 100  | 4,2 | 0,5 | 0,5 | 0,0 | 4,5  |
| 2016     | Atlanta Hawks      | 10 | 0  | 16,1 | 62,5 | 50,0 | 87,5 | 3,2 | 0,5 | 0,3 | 0,3 | 6,5  |
| 2018     | Wash. Wizards      | 6  | 0  | 21,0 | 63,4 | 63,6 | 100  | 3,5 | 0,7 | 0,3 | 0,2 | 10,8 |
| 2019     | Philadelphia 76ers | 10 | 0  | 19,3 | 44,7 | 35,3 | 100  | 3,4 | 0,5 | 0,3 | 0,0 | 5,6  |
| 2020     | Philadelphia 76ers | 4  | 0  | 5,0  | 20,0 | 0,0  | 100  | 2,0 | 0,3 | 0,0 | 0,0 | 1,5  |
| 2021     | Philadelphia 76ers | 5  | 0  | 6,8  | 22,2 | 28,6 | -    | 0,6 | 0,6 | 0,2 | 0,2 | 1,2  |
| Carriera | Carriera           | 57 | 0  | 15,3 | 45,9 | 33,6 | 85,7 | 3,0 | 0,5 | 0,3 | 0,1 | 5,7  |

#### Massimi in carriera
- Massimo di punti: 30 vs New York Knicks (22 febbraio 2014)[17]
- Massimo di rimbalzi: 14 vs New York Knicks (17 aprile 2013)
- Massimo di assist: 5 vs Sacramento Kings (9 marzo 2015)
- Massimo di palle rubate: 4 vs Indiana Pacers (1º marzo 2021)
- Massimo di stoppate: 3 vs Orlando Magic (14 maggio 2021)
- Massimo di minuti giocati: 46 vs Miami Heat (12 gennaio 2021)